# Akademski Vaterpolski Klub Triglav Kranj
L'Akademski vaterpolski klub Triglav Kranj è una società pallanuotistica di Kranj, in Slovenia.

## Rosa 2020-2021
| N° |                     | Ruolo | Giocatore           |
| -- | ------------------- | ----- | ------------------- |
|    | Slovenia (bandiera) |       | Rok Becic           |
|    | Slovenia (bandiera) |       | Jure Beton          |
|    | Slovenia (bandiera) |       | Anton Cankar        |
|    | Slovenia (bandiera) |       | Aleksander Cerar    |
|    | Slovenia (bandiera) |       | Marko Gostic        |
|    | Slovenia (bandiera) |       | Dejan Gostic        |
|    | Slovenia (bandiera) |       | Josip Adrian Jezina |
|    | Slovenia (bandiera) |       | Jan Justin          |
|    | Slovenia (bandiera) |       | Gregor Kos          |
|    | Slovenia (bandiera) |       | Jasa Lah            |
|    | Slovenia (bandiera) |       | Jaka Miloketic      |
|    | Slovenia (bandiera) |       | Sebastjan Novak     |
|    | Slovenia (bandiera) |       | Aleksander Paunovic |

| N° |                     | Ruolo | Giocatore        |
| -- | ------------------- | ----- | ---------------- |
|    | Slovenia (bandiera) |       | Benjamin Popovic |
|    | Slovenia (bandiera) |       | Andraz Pusavec   |
|    | Slovenia (bandiera) |       | Blaz Rebolj      |
|    | Slovenia (bandiera) |       | Zan Smolic       |
|    | Slovenia (bandiera) |       | Luka Sokler      |
|    | Slovenia (bandiera) |       | Martin Stele     |
|    | Slovenia (bandiera) |       | Jure Sujica      |
|    | Slovenia (bandiera) |       | Aljaz Troppan    |
|    | Slovenia (bandiera) |       | Urban Verbic     |
|    | Slovenia (bandiera) |       | Jus Voncina      |
|    | Slovenia (bandiera) |       | Jasa Znidar      |
|    | Slovenia (bandiera) |       | Gasper Zurbi     |

## Palmarès

### Trofei nazionali
- Campionato sloveno: 19

1991-92, 1992-93, 1995-96, 1996-97, 1997-98, 1998-99, 1999-00, 2000-01, 2001-02, 2002-03, 2003-04, 2004-05, 2005-06, 2011-12, 2012-13, 2017-18, 2021-22, 2022-23, 2023-24